# Huracán del Día del Trabajo de 1935
El huracán del Día del Trabajo de 1935 fue el ciclón tropical más fuerte de la temporada de huracanes del Atlántico de 1935. Ha sido uno de los más intensos de los que han tocado tierra en Estados Unidos y el primero de los tres huracanes de categoría 5 que han azotado este país durante el siglo XX, siendo los otros el Huracán Camille en 1969 y el Huracán Andrew en 1992. Tras haberse generado como una débil tormenta tropical al este de las Bahamas el 29 de agosto de 1935, avanzó lentamente hacia el oeste, convirtiéndose en huracán el 1 de septiembre, intensificando rápidamente su potencia antes de golpear la parte norte de los Cayos de Florida el 2 de septiembre. Después de tocar tierra en su pico de intensidad, siguió al noroeste a lo largo de la costa oeste de Florida, y se debilitó antes de su segunda recalada, cerca de Cedar Key, Florida, el 4 de septiembre. 
| Huracanes más intensos del Océano Atlántico | Huracanes más intensos del Océano Atlántico | Huracanes más intensos del Océano Atlántico | Huracanes más intensos del Océano Atlántico | Huracanes más intensos del Océano Atlántico | Huracanes más intensos del Océano Atlántico |
| Rank                                        | Huracán                                     | Año                                         | Presión                                     | Presión                                     |                                             |
| Rank                                        | Huracán                                     | Año                                         | hPa                                         | inHg                                        |                                             |
| ------------------------------------------- | ------------------------------------------- | ------------------------------------------- | ------------------------------------------- | ------------------------------------------- | ------------------------------------------- |
| 1                                           | Wilma                                       | 2005                                        | 882                                         | 26.05                                       |                                             |
| 2                                           | Gilbert                                     | 1988                                        | 888                                         | 26.23                                       |                                             |
| 3                                           | "Día de Trabajo"                            | 1935                                        | 892                                         | 26.34                                       |                                             |
| 4                                           | Rita                                        | 2005                                        | 895                                         | 26.43                                       |                                             |
| 4                                           | Milton                                      | 2024                                        | 895                                         | 26.43                                       |                                             |
| 6                                           | Allen                                       | 1980                                        | 899                                         | 26.55                                       |                                             |
| 7                                           | Camille                                     | 1969                                        | 900                                         | 26.58                                       |                                             |
| 8                                           | Katrina                                     | 2005                                        | 902                                         | 26.64                                       |                                             |
| 9                                           | Mitch                                       | 1998                                        | 905                                         | 26.73                                       |                                             |
| 9                                           | Dean                                        | 2007                                        | 905                                         | 26.73                                       |                                             |
| Fuente: HURDAT                              |                                             |                                             |                                             |                                             |                                             |

El huracán causó graves daños en la zona norte de los Cayos de Florida, viéndose toda la región afectada por una fuerte marejada, con olas de entre 4 y 9 metros aproximadamente. A causa de los fuertes vientos la mayoría de los edificios en la zona de Islamorada quedaron destruidos. Las líneas ferroviarias de Key West Florida se vieron gravemente dañadas o destruidas. El huracán también causó daños a su paso por el noroeste de Florida, Georgia y las Carolinas.  Se calcula que en total murieron más de 400 personas. Hasta el día de hoy, ha sido el huracán más potente que haya golpeado los Estados Unidos en cuanto a presión barométrica.